# Una casa para Mr. Biswas
Una casa para Mr. Biswas es una novela del Premio Nobel de Literatura V. S. Naipaul publicada en 1961. Es la historia del señor Mohun Biswas, un indo-trinidense, que se esfuerza continuamente por el éxito; se casa con la familia Tulsi solo para verse dominado por ella, y que finalmente se fija la meta de ser dueño de su propia casa. Dibujando algunos de los elementos de la vida del padre de Naipaul, el trabajo es sobre todo una mirada fuertemente de la vida que utiliza las perspectivas poscoloniales para ver un mundo colonial desaparecer.
En 1998, la Modern Library ha clasificado a Una casa para el señor Biswas n.º 72 en su lista de las 100 mejores novelas de lengua inglesa del siglo XX. La revista Time incluyó la novela en sus "100 mejores novelas en idioma inglés desde 1923 hasta 2005".

## Trama
Mohun Biswas (Mr. Biswas) nace en las zonas rurales de Trinidad de padres de origen indio. Su nacimiento es considerado desfavorable, debido a que ha nacido "en el camino equivocado" y de que además posee un dedo extra. Un experto predice que el recién nacido señor Biswas "será un libertino y un derrochador. Es posible que un mentiroso" y que va a "comer a su madre y padre". El experto además aconseja que el niño se mantenga "lejos de los árboles y el agua. En particular el agua". Años más tarde, Mohun lleva la ternera de un vecino, que él atiende, a un arroyo. El chico, que nunca ha visto el agua "en su forma natural", se distrae viendo los peces y permite a la ternera alejarse. Mohun se esconde temiendo al castigo. Su padre, creyendo que su hijo esté en el agua, se ahoga en un intento por salvarlo, con lo que se cumple en parte la profecía del pandit. Esto lleva a la disolución de la familia de Mr. Biswas. Su hermana es enviada a vivir con una tía y un tío ricos, Tara y Ajodha, mientras que Mr. Biswas, su madre y dos hermanos mayores van a vivir con otros parientes.
El chico es sacado prematuramente de la escuela, y lo ponen de aprendiz con un pandit, pero es echado en malos términos. Luego Ajodha lo pone al cuidado de su hermano Bhandat, un alcohólico y abusivo, con el que también tiene malos resultados. Por último, el joven Mr. Biswas decide probar su propia fortuna. Se encuentra con un amigo con el que asistía a la escuela que le ayuda a entrar en el negocio de rotulación. Dentro del trabajo, Mr. Biswas intenta un romance con la hija de un cliente, pero sus avances son malinterpretados como una propuesta de matrimonio. Termina realizando un matrimonio que no tiene el coraje de detener y se convierte en un miembro de la familia Tulsi.
Con los Tulsi, Mr. Biswas se vuelve muy infeliz debido a su esposa Shama y su familia autoritaria, que tiene un ligero parecido con la familia Capildeo con la que el padre de Naipaul está casado. Generalmente está en desacuerdo con los Tulsi y su lucha por la independencia económica de la familia opresiva impulsa la trama. La familia Tulsi (y la gran casa en decadencia en la que viven) representa el tradicional mundo comunal, como se vive la vida, no sólo entre los inmigrantes hindúes de Trinidad, sino en toda África y Asia. A Mr. Biswas le ofrecen un lugar dentro de él, un lugar subordinado para ser más seguro, pero un lugar donde el progreso está garantizado y es posible, pero Mr. Biswas lo rechaza. Él es, sin darse cuenta o quererlo, sino por instinto profundo e indeleble, un hombre moderno. Él quiere ser algo más, para merecer algo que por derecho propio pueda llamar suyo. Eso es algo que con los Tulsi no puede hacer, y es por eso que su mundo –aunque ese mundo tradicional, como la antigua casa de Tulsi que es su sinécdoque, se está derrumbando– conspira para arrastrarlo a él hacia abajo. Sin embargo, a pesar de su mala educación, Mr. Biswas se convierte en un periodista, tiene cuatro hijos con Shama, e intenta (más de una vez, con diferentes niveles de éxito) la construcción de una casa que pueda llamar suya. Se obsesiona con la idea de ser dueño de su propia casa, que se convierte en un símbolo de su independencia y de su mérito.

## Significado
Esta novela es generalmente considerada como la obra más significativa de Naipaul y se acredita con el lanzamiento de él en fama y renombre. La prosa es a menudo citada como una de las mejores en la escritura contemporánea: El estudio del inglés cimentó la reputación de Naipaul como uno de los mejores escritores de la lengua.
La revista Time incluyó la novela en su "TIME 100 Best English-language Novels from 1923 to 2005".

## Adaptaciones
La novela fue adaptada más tarde como un musical, con composiciones de Monty Norman. Una de las canciones escritas para la obra, «Good Sign, Bad Sign», se volvió a escribir más tarde como el «James Bond Theme», según el documental Dentro de Dr. No.